# Dekanat Tauberbischofsheim
Das Dekanat Tauberbischofsheim ist seit der Dekanatsreform ab dem 1. Januar 2008 eines von 26 Dekanaten in der römisch-katholischen Erzdiözese Freiburg. Geographisch ist das Dekanat ein ländlich geprägtes Flächendekanat, das einen Großteil des Main-Tauber-Kreises umfasst, jedoch auch Gebiete des Neckar-Odenwald-Kreises und des Hohenlohekreises betrifft. Der Dekanatssitz befindet sich in Tauberbischofsheim, der Kreisstadt des Main-Tauber-Kreises in Baden-Württemberg.

## Geschichte

### Dekanat

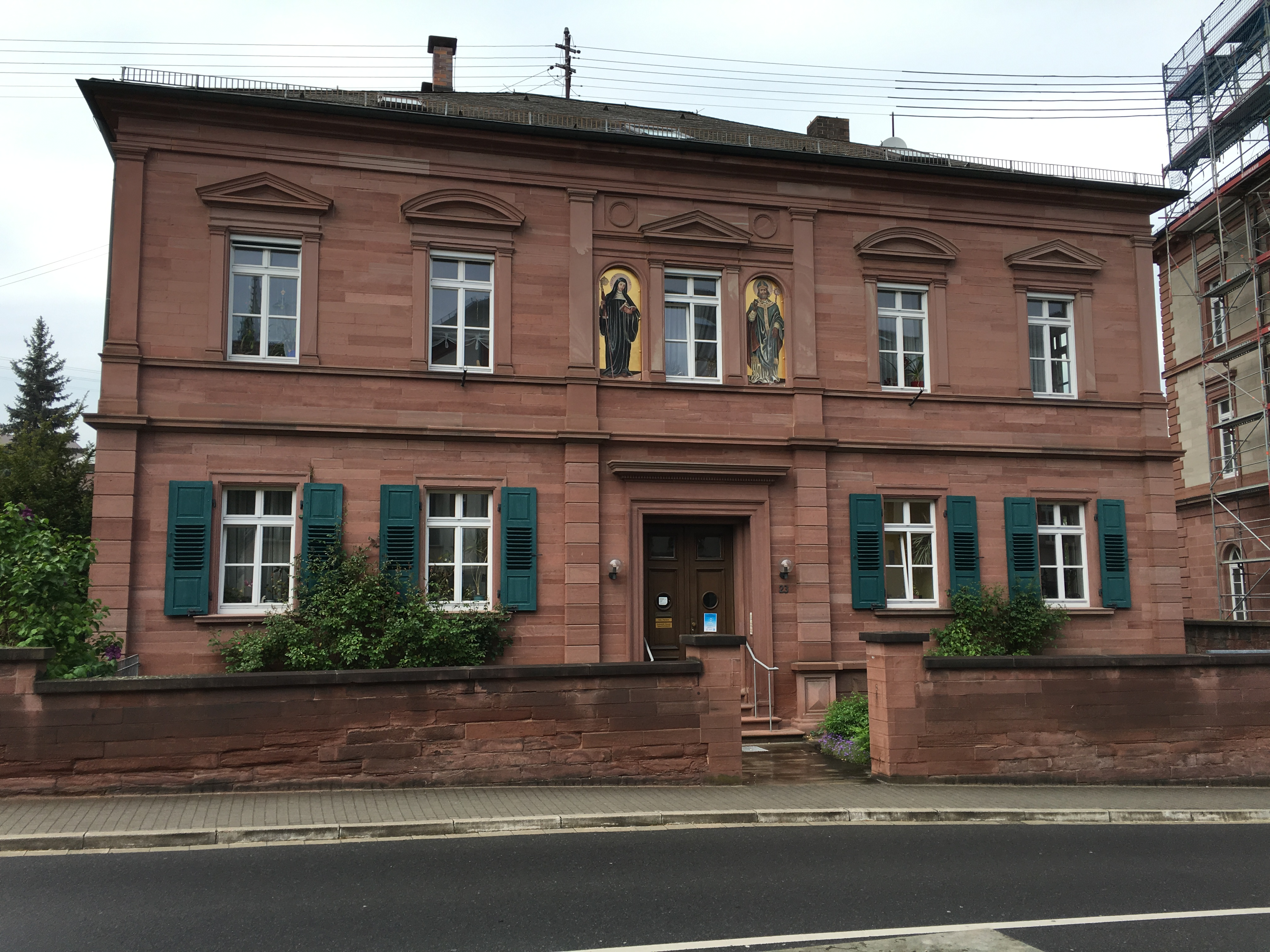
Vorderansicht des Dekanatsgebäudes in Tauberbischofsheim (2016)

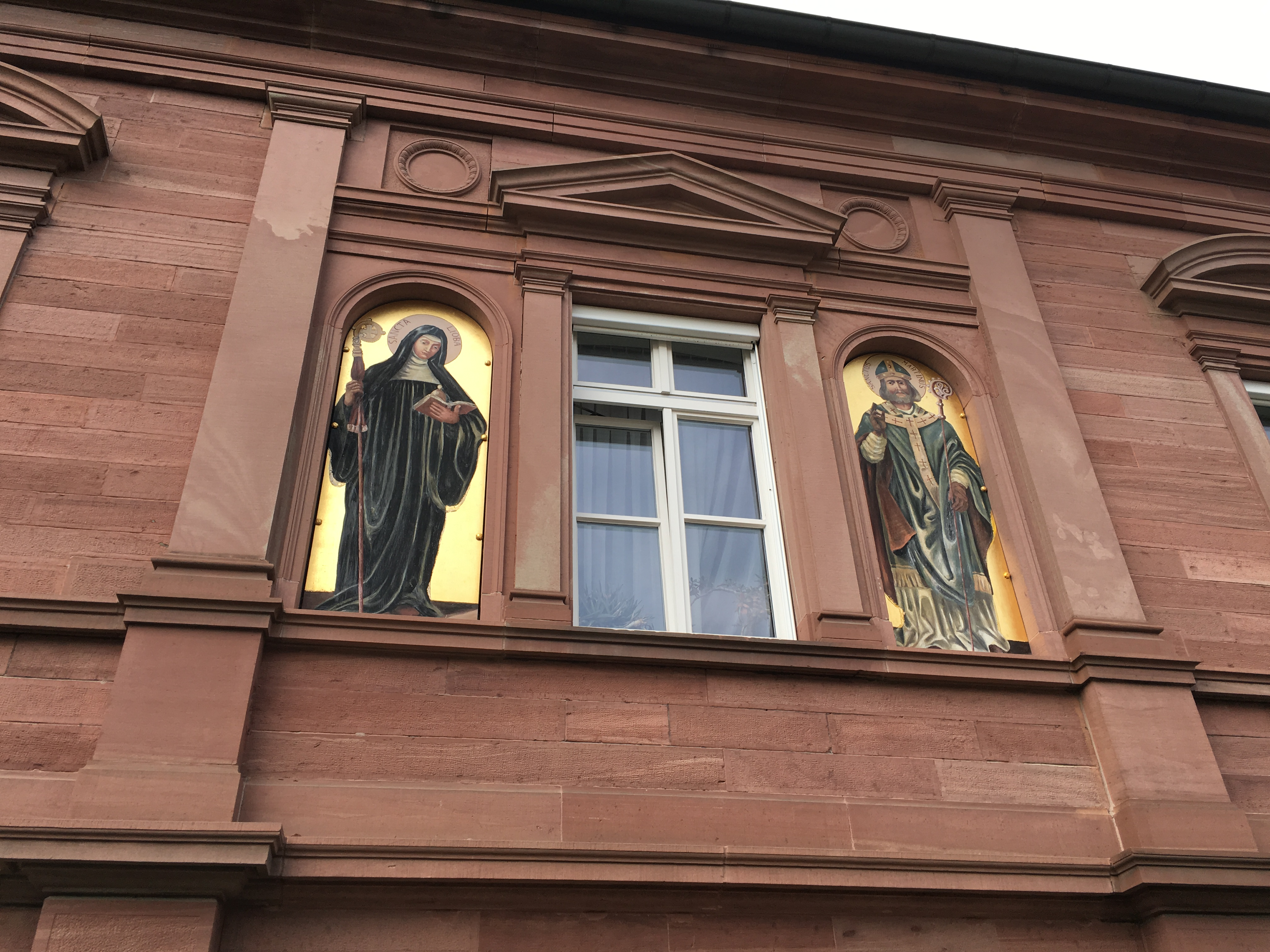
Bildnisse der heiligen Lioba von Tauberbischofsheim und des heiligen Martin von Tours am Dekanatsgebäude

#### Dekanatsreform
Am 1. Januar 2008 kam es mit einer Dekanatsreform im Erzbistum Freiburg zur Bildung des Dekanats Tauberbischofsheim als einem von 26 Dekanaten. Dieses ging aus drei Altdekanaten hervor: Lauda, Tauberbischofsheim und dem ehemaligen Dekanat Krautheim, das bis zur vorletzten Dekanatsreform bestand. Die drei Altdekanate charakterisieren dabei verschiedene kulturgeschichtliche Landschaften des Nordens der Erzdiözese Freiburg. Während Tauberbischofsheim über Jahrhunderte Teil des Erzbistums und Kurhochstifts Mainz war (die Überlieferung der Statuten des Dekanats im Dekanatsarchiv reichen in das Jahr 1344 zurück), gehörte Lauda dagegen als ehemalige Oberamtsstadt des Hochstifts Würzburg in die Gemengelage zwischen Mainz und Würzburg. Das Altdekanat Krautheim reichte schließlich als Südspitze des Dekanats deutlich ins Hohenlohische.

#### Pastoralkonzeption
Mit Beschlussfassung vom 21. Juli 2011 veröffentlichte das Dekanat Tauberbischofsheim im Oktober 2011 eine Pastoralkonzeption. Diese legt „eine gezielte und differenzierte Aufgabenverteilung im Dekanat“ fest. Daneben „soll gewährleistet werden, dass durch arbeitsteilige Kooperation der einzelnen Seelsorgeeinheiten und die damit gegebene Entlastung Freiraum für Schwerpunkte und innovative Aufgaben geschaffen wird.“

#### Fusionen mehrerer Kirchengemeinden
Von ursprünglich 15 Seelsorgeeinheiten im Dekanat Tauberbischofsheim verringerte sich deren Anzahl durch Zusammenlegungen bis zum 1. Januar 2015 auf zehn:
- Die Kirchengemeinde Lauda wurde zum 1. September 2013 um die Gemeinden der ehemaligen Seelsorgeeinheit Messelhausen ergänzt. Es entstand die Seelsorgeeinheit Lauda-Messelhausen.[5][6]
- Die Kirchengemeinden Großrinderfeld und Werbach bildeten ab dem 1. Januar 2015 die gemeinsame Seelsorgeeinheit Großrinderfeld-Werbach.[7][8][9]
- Die Kirchengemeinden Königshofen-Gerlachsheim und Lauda-Messelhausen fusionierten ab dem 1. Januar 2015 zur Seelsorgeeinheit Lauda-Königshofen.[6][7][9]
- Die Kirchengemeinden Krautheim und Ravestein fusionierten zum 1. Januar 2015 zur Seelsorgeeinheit Krautheim-Ravenstein.[9][10]
- Die Kirchengemeinden Külsheim und Bronnbach fusionierten zum 1. Januar 2015 zur Seelsorgeeinheit Külsheim-Bronnbach.[9]

#### Kirchenentwicklung 2023
Im Rahmen der Kirchenentwicklung 2023 des Erzbistums Freiburg werden zum 1. Januar 2026 die bestehenden zehn Kirchengemeinden aufgelöst und zu zwei neuen Kirchengemeinden (Nord und Süd) zusammengelegt.

### Dekane des Dekanats
- 1963–1978: Ludwig Mönch[12][13]
- 1978–1982: Paul Kauß[13][14]
- 1982–1992: Fritz Ullmer[14]
- 1992–2009: Werner Florian[15]
- 2009–2022: Gerhard Hauk[16]
- seit 2022: Thomas Holler[17]

## Gliederung

### Bis 2025: Seelsorgeeinheiten des Dekanats
Das Dekanat Tauberbischofsheim gliedert sich bis 2025 in die folgenden zehn Seelsorgeeinheiten:
| Seelsorgeeinheiten                 | zugehörige Pfarreien und Filialen |
| ---------------------------------- | --- |
| SE Boxberg-Ahorn                   | Pfarrkirchen: St. Aquilinus (Boxberg) mit den Filialen St. Kilian (Schweigern), Bobstadt, Epplingen und Wölchingen, St. Josef (Angeltürn), Allerheiligenkirche (Kupprichhausen) mit den Filialen St. Burkhard (Uiffingen) und Herz-Jesu-Kirche (Lengenrieden), St. Kilian (Unterschüpf) mit den Filialen St. Wendelin (Dainbach), Oberschüpf und Sachsenflur, St. Elisabeth (Windischbuch) mit der Filiale Schwabhausen, St. Maria (Eubigheim) mit den Filialen Hohenstadt und Buch, St. Kilian (Berolzheim) mit der Filiale St. Josef (Schillingstadt) Weitere Kirchen und Kapellen: Schwesternkapelle (Boxberg), Kapelle (Berolzheim), Kapelle (Obereubigheim) Klöster: Johanniterkommende Boxberg (1381 aufgehoben), Johanniterkommende Wölchingen (1287 nach Boxberg verlegt) |
| SE Freudenberg                     | Pfarrkirchen: St. Laurentius (Freudenberg), St. Nikolaus (Boxtal), St. Wendelin (Rauenberg) mit den Filialen Sieben Schmerzen Mariens (Wessental) und St. Leonhard (Ebenheid) Weitere Kirchen und Kapellen: Alte Laurentiuskirche (Freudenberg), Lourdeskapelle (Boxtal), Dürrhofkapelle (Rauenberg) (auch als Waldkapelle bezeichnet), St. Magarethe Kapelle im Otto-Rauch-Stift (Freudenberg), Friedhofskapelle St. Laurentius (Freudenberg) |
| SE Großrinderfeld-Werbach          | Pfarrkirchen: St. Johannes der Täufer (Gerchsheim), St. Laurentius (Ilmspan), St. Laurentius (Werbachhausen) mit Filiale St. Michael (Brunntal), St. Maria (Wenkheim), St. Martin (Gamburg) mit den Filialgemeinden Niklashausen und Höhefeld, St. Martin (Werbach), St. Michael (Großrinderfeld), St. Vitus (Schönfeld) Weitere Kirchen, Kapellen, Kreuzwege und Wallfahrtsorte: 14-Heiligen-Kapelle (Brunntal), 14-Heiligen-Kapelle (Gamburg), Friedhofskapelle (Großrinderfeld), Maria Königin des Friedens (Gerchsheim), Marienkapelle (Hof Baiertal), Friedhofskapelle (Ilmspan), Maria-Hilf-Kapelle (Werbach), Maria-Hilf-Kapelle (Gamburg), Kreuzweg (Gerchsheim), Kreuzweg zur Wallfahrtskapelle Liebfrauenbrunn (Werbach), Wallfahrtskapelle Liebfrauenbrunn (Werbach), Mariengrotte (Werbachhausen) |
| SE Grünsfeld-Wittighausen          | Pfarrkirchen: St. Peter und Paul (Grünsfeld) mit den Filialen St. Achatius (Grünsfeldhausen) und St. Laurentius (Paimar), St. Ägidius (Krensheim), St. Margaretha (Zimmern), Hl. Dreifaltigkeit (Kützbrunn), St. Martin (Poppenhausen), Allerheiligenkirche (Unterwittighausen) mit Filiale St. Ägidius (Oberwittighausen), St. Regiswindis (Vilchband) Weitere Kirchen, Kapellen und Kreuzwege: Kreuzweg (Grünsfeld), Hofkapelle (Hof Lilach), Kreuzkapelle (Hof Lilach), Marienkapelle (Hof Uhlberg), Kreuzweg (Krensheim), Lourdeskapelle (Kützbrunn), St.-Sigismund-Kapelle (Oberwittighausen), Kreuzweg (Unterwittighausen) zur Waldkapelle (Unterwittighausen), Neumühlenkapelle (Unterwittighausen), Dorfmühlenkapelle (Unterwittighausen), Alte Kapelle (Vilchband), Neue Kapelle (Vilchband) |
| SE Königheim                       | Pfarrkirchen: St. Martin (Königheim) mit der Filiale St. Kilian (Brehmen), St. Peter und Paul (Gissigheim), St. Kilian (Pülfringen) Weitere Kirchen, Kapellen und Kreuzwege: Schutzengelkapelle (Gissigheim), Kapelle (Hof Birkenfeld), Laurentiuskapelle (Hof Esselbrunn), Friedhofskapelle (Königheim), auch Marienkapelle (Königheim), Gartelkapelle (Königheim), Haigerkapelle (Königheim), auch Bonifatiuskapelle (Königheim), Kreuzweg (Königheim), Kreuzweg (Pülfringen), Mariengrotte (Pülfringen), Sühnekapelle St. Bernhard (Pülfringen), Wegkapelle (Pülfringen), Kapelle (Weikerstetten) |
| SE Krautheim-Ravenstein-Assamstadt | Pfarrkirchen: St. Johann (Gommersdorf), St. Marien (Krautheim) mit der Filiale St. Valentin (Oberndorf), St. Georg (Klepsau), St. Kilian (Assamstadt), St. Marien (Winzenhofen), St. Johannes der Täufer (Ballenberg) mit den Filialen St. Margaretha (Erlenbach) und St. Michael (Unterwittstadt), St. Gertrud (Hüngheim) mit der Filiale Herz-Jesu-Kirche (Merchingen), St. Peter und Paul (Oberwittstadt) Weitere Kirchen, Kapellen und Kreuzwege: Alte Kilianskirche (Assamstadt) (heute Gemeindezentrum), Friedhofskapelle (Assamstadt), Kreuzweg (Assamstadt) zum Steffeskirchle (Assamstadt), Mariengrotte (Assamstadt), Bonifatius-Nothelfer-Kapelle (Oberwittstadt), Kapelle (Ballenberg), Friedhofskapelle (Krautheim) |
| SE Külsheim-Bronnbach              | Pfarrkirchen: St. Martin (Külsheim) mit der Filiale St. Peter und Paul (Steinbach), St. Margareta (Eiersheim), St. Margareta (Hundheim), St. Laurentius (Uissigheim), St. Georg (Reicholzheim), St. Dorothea (Dörlesberg) Weitere Kirchen, Kapellen und Kreuzwege: Klosterkirche Mariä Himmelfahrt (Bronnbach), Konradskapelle (Bronnbach), Birkenkapelle (Hundheim), Friedhofskapelle St. Margareta (Hundheim), Hirtenkapelle (Hundheim), Annakapelle (Külsheim), Kapelle am Kirchberg (Eiersheim), Kapelle zur Heiligen Familie (Eiersheim), Josefskapelle (Eiersheim), Kapelle am Roten Rain (Külsheim), Katharinenkapelle (Külsheim), Kreuzweg in der Friedhofsmauer (Külsheim), Mariengrotte (Külsheim), Straßenkapelle (Külsheim) (auch Balze-Ries-Kapelle), Waldkapelle (Külsheim), Mariengrotte (Steinbach), Heilig-Kreuz-Kapelle (Steinfurt), Kreuzweg (Uissigheim) zur Stahlbergkapelle (Uissigheim) (auch Dreifaltigkeitskapelle (Uissigheim)), Hofkapelle (Vorderer Meßhof) Klöster: Zisterzienserabtei Bronnbach (aufgelöst 1802) |
| SE Lauda-Königshofen               | Pfarrkirchen: St. Jakobus (Lauda), St. Vitus (Heckfeld), St. Martin (Oberlauda), St. Burkhard (Messelhausen), St. Georg (Oberbalbach), St. Markus (Unterbalbach), St. Antonius (Deubach) (ist der Diözese Rottenburg-Stuttgart zugeordnet), St. Mauritius (Königshofen) mit den Filialen St. Kilian (Beckstein) und St. Josef (Marbach), Hl. Kreuz (Gerlachsheim) Weitere Kirchen, Kapellen und Kreuzwege: Friedhofskapelle (Gerlachsheim), Käppele (Königshofen), Antoniuskapelle (Königshofen), Kreuzweg in der Friedhofsmauer (Lauda) neben der Marienkirche (Lauda), Kapelle zum heiligen Grab (Lauda) (auch Blutskapelle genannt), Kreuzweg in der Friedhofsmauer (Beckstein), Kreuzweg in der Friedhofsmauer (Gerlachsheim), Kreuzweg in der Friedhofsmauer (Oberlauda), Kreuzweg zur Mariengrotte (Oberlauda), Mariengrotte (Oberlauda), Mariengrotte (Lauda), Marienkapelle (Hofstetten) Klöster: Augustinerkloster Messelhausen (aufgelöst 2013), Prämonstratenserkloster Gerlachsheim (aufgelöst 1803) |
| SE Tauberbischofsheim              | Pfarrkirchen: St. Martin (Tauberbischofsheim) mit der Filiale St. Jakobus (Dienstadt), St. Bonifatius (Tauberbischofsheim), St. Markus (Distelhausen), St. Vitus (Dittigheim), St. Laurentius (Dittwar), St. Pankratius (Hochhausen), St. Nikolaus (Impfingen) Weitere Kirchen, Kapellen, Kreuzwege und Wallfahrtsorte: Herz-Jesu-Kapelle (Tauberbischofsheim) und Hauskapelle des Erzbischöflichen Knabenkonvikts St. Michael (Tauberbischofsheim), Hauskapelle im Haus Heimberg (Tauberbischofsheim), Höhbergkapelle (Tauberbischofsheim), Laurentiuskapelle (Tauberbischofsheim), Maria-Hilf-Kapelle (Tauberbischofsheim), Peterskapelle (Tauberbischofsheim), Rektorskapelle (Tauberbischofsheim), Sebastianuskapelle (Tauberbischofsheim), Kreuzweg (Tauberbischofsheim) zur Stammbergkapelle (Tauberbischofsheim), St.-Lioba-Kirche (Tauberbischofsheim), Mariengrotte (Dienstadt), Muttergotteskapelle (Dienstadt), St.-Wolfgangs-Kapelle (Distelhausen), Kreuzweg in der Friedhofsmauer (Distelhausen), Friedhofskapelle (Dittigheim), Friedhofskapelle (Hochhausen), Zur Schmerzhaften Muttergottes (Hof Steinbach), Wallfahrt zum Kreuzhölzle (Dittwar) mit dem Kreuzweg (Dittwar) zur Kreuzkapelle (Dittwar), der Kalvarienbergkapelle (Dittwar) und der Mariengrotte (Dittwar), Käppele (Hochhausen), Kreuzweg (Impfingen) neben der Friedhofskapelle (Impfingen) Klöster: Benediktinerinnenkloster Tauberbischofsheim (Lioba-Kloster) (bestand in karolingischer Zeit), Franziskanerkloster Tauberbischofsheim (1823 aufgehoben) |
| SE Wertheim                        | Pfarrkirchen: St. Venantius (Wertheim) mit den Filialen Vockenrot, Ökumenisches Kirchenzentrum (Wartberg), Reinhardshof, Bestenheid, Nassig, Sachsenhausen und Sonderriet, St. Elisabeth (Bestenheid) mit der Filiale St. Martin (Mondfeld), St. Lioba (Hofgarten) mit den Filialen Eichel, Urphar, Lindelbach, Dietenhan, Kembach, Bettingen und Unserer lieben Frau vom Rosenkranz (Dertingen) Weitere Kirchen und Kapellen: Burgkapelle (Wertheim), Hofgartenkapelle (Eichel/Hofgarten), Krankenhauskapelle (Wertheim), Kilianskapelle (Wertheim) (heute Altertumsmuseum), Ehemalige Laurentiuskapelle (Wertheim) (späterer Südflügel des Wertheimer Hospitals), Mariengrotte (Dörlesberg), Marienkapelle (Wertheim), Russische Kapelle (Wertheim) Klöster: Kapuzinerkloster Wertheim (1836 erloschen), Kollegiatstift St. Maria Wertheim (aufgehoben 1547) |

### Ab 2026: Kirchengemeinden Nord und Süd
Das Dekanat gliedert sich ab 2026 in die beiden folgenden Kirchengemeinden:
| Kirchengemeinden bzw. Pfarreien | zugehörige Orte (bisherige Seelsorgeeinheiten)                                                          |
| ------------------------------- | --- |
| Pfarrei Nord                    | - Freudenberg - Wertheim - Külsheim-Bronnbach - Großrinderfeld-Werbach - Tauberbischofsheim - Königheim |
| Pfarrei Süd                     | - Grünsfeld-Wittighausen - Lauda-Königshofen - Boxberg-Ahorn - Krautheim-Ravenstein-Assamstadt          |

### Demographische und sozialräumliche Struktur
Das Dekanat Tauberbischofsheim umfasst etwa 55.000 Katholiken. Das entspricht über 60 Prozent der Gesamtbevölkerung des Dekanatsgebiets, allerdings bei einer Schwankungsbreite zwischen 35 und 85 Prozent in den verschiedenen Gemeinden. Das Dekanat umfasst den größten Teil des Main-Tauber-Kreises, dessen anderer Teil zum Dekanat Mergentheim der Diözese Rottenburg-Stuttgart gehört. Überregional spielen die Oberzentren Würzburg und Heilbronn für die regionale Entwicklung vor Ort eine besondere Rolle.
Das Dekanat Tauberbischofsheim bildet zusammen mit dem Dekanat Mosbach-Buchen die Region Odenwald-Tauber. Die Diözesanstelle Odenwald-Tauber (Bezeichnung seit dem 1. Oktober 2015; zuvor Regionalstelle genannt) befindet sich in Hainstadt, einem Stadtteil von Buchen.

### Besonderheiten
Die Pfarrei St. Antonius (Deubach) der Seelsorgeeinheit Lauda-Königshofen ist der Diözese Rottenburg-Stuttgart zugeordnet.

## Ökumenische Zusammenarbeit
Im Bereich der ökumenischen Zusammenarbeit umfasst der evangelische Kirchenbezirk Wertheim große Teile des
Dekanatsgebietes. Die südlichen Seelsorgeeinheites des Dekanatsgebietes liegen in einem Teilbereich des evangelischen Kirchenbezirks Adelsheim-Boxberg.
In Tauberbischofsheim gibt es eine syrisch-orthodoxe Gemeinde. Für die interreligiöse Begegnung vor Ort spielen die Moscheegemeinden der Mimar-Sinan-Moschee Lauda sowie der Selimiye-Moschee Wertheim eine besondere Rolle.

## Radwegekirchen

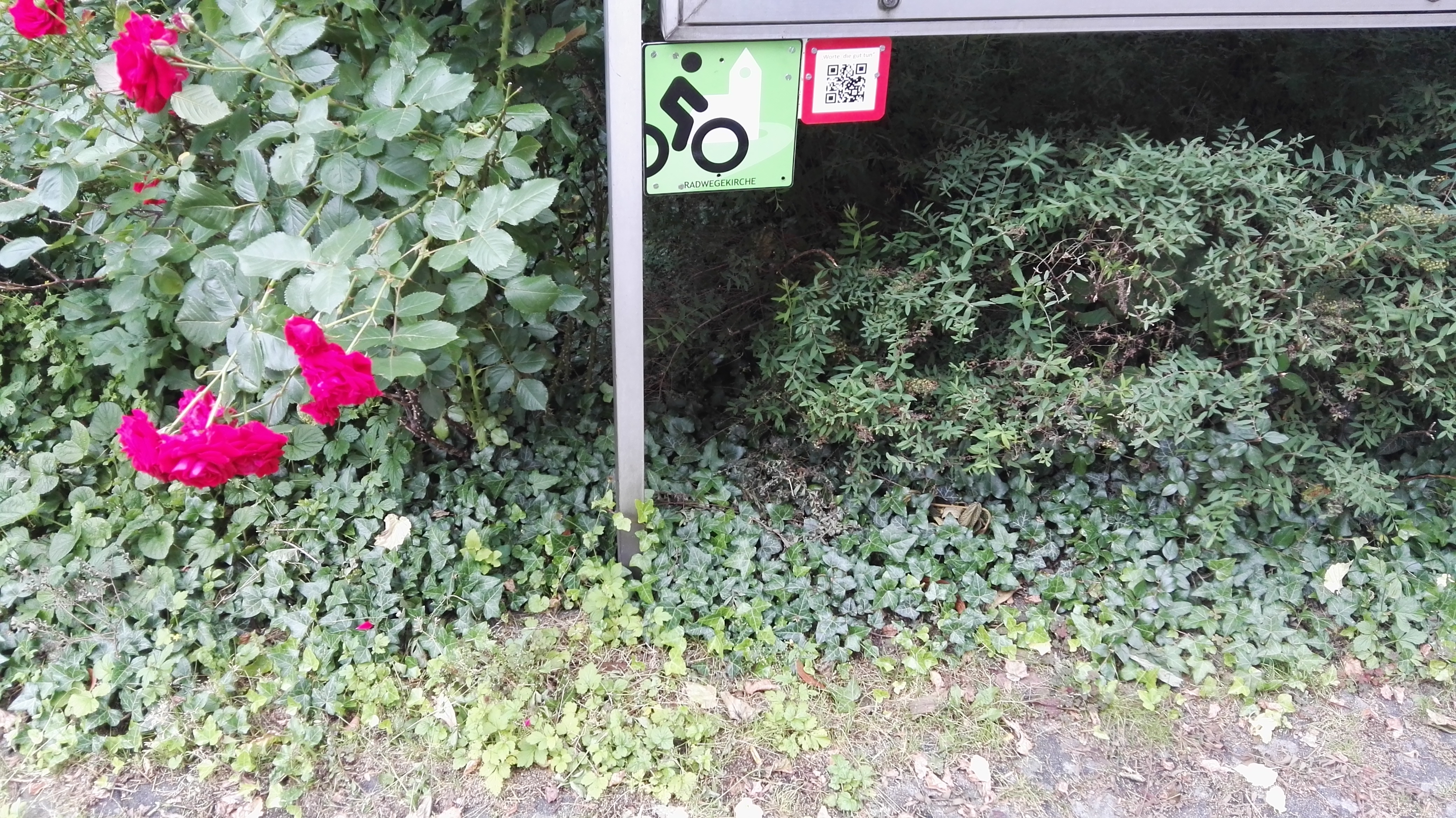
Hinweisschild für die Tauberbischofsheimer Radwegekirche St. Martin am Taubertalradweg

Entlang des Taubertalradwegs, der durch das Dekanatsgebiet führt, gibt es über 30 Radwegekirchen, die verlässlich geöffnet zur geistlichen Besinnung und Andacht einladen. Davon gehören einige zum Dekanat Tauberbischofsheim.